# Amy Seimetz
Amy Seimetz, född 25 november 1981 i Florida, är en amerikansk skådespelare.
Seimetz har bland annat medverkat i filmerna Alien: Covenant och Jurtjyrkogården. Hon har även medverkat i TV-serien Sweet Tooth.

## Filmografi (i urval)
- 2016 – The Girlfriend Experience (TV-serie)
- 2017 – Alien: Covenant
- 2019 – Jurtjyrkogården
- 2021–2024 – Sweet Tooth (TV-serie)